# Sigfrid Lindberg
Pour les articles homonymes, voir Lindberg.
Sigfrid Lindberg, né le 25 mars 1897 à Helsingborg et mort le 4 janvier 1977 à Helsingborg, est un footballeur international suédois. Il évoluait au poste de gardien de but.

## Biographie

### En club
Sigfrid Lindberg est gardien du Helsingborgs IF de 1921 à 1931,.
Il est sacré Champion de Suède en 1929 et en 1930 avec cette équipe.
Après une dernière saison en 1931-1932 avec le Landskrona BoIS, il raccroche les crampons.

### En équipe nationale
International suédois, Sigfrid Lindberg dispute 49 matchs sans aucun but inscrit en équipe nationale suédoise de 1921 à 1930,.
Il dispute son premier match le 26 mars 1921 contre l'Autriche en amical (match nul 2-2 à Vienne).
Il est médaillé de bronze aux Jeux olympiques de 1924 : gardien titulaire de la sélection, il dispute cinq matchs durant le tournoi.
Son dernier match en sélection a lieu le 13 novembre 1927 contre les Pays-Bas en amical (victoire 1-0 à Amsterdam).

## Palmarès
| \| Helsingborgs IF - Championnat de Suède (2) : - Champion : 1928-29 et 1929-30. \| |  | Suède - Jeux olympiques : - Bronze : 1924. |
| Helsingborgs IF - Championnat de Suède (2) : - Champion : 1928-29 et 1929-30.       |  |                                            |